# Triunfo
Triunfo este un oraș în Paraíba (PB), Brazilia.